# Marzouq Al-Otaibi
Marzouk Al-Otaibi (7 novembre 1975) è un ex calciatore saudita, di ruolo attaccante.

## Carriera

### Nazionale
Nella Confederations Cup del 1999 ha segnato 6 gol in 4 partite, risultando essere il capocannoniere della manifestazione.

## Palmarès

### Club

#### Competizioni nazionali
- Campionati sauditi: 4

Al-Ittihad: 2000-2001, 2002-2003, 2006-2007, 2008-2009
- Coppa della Corona del Principe saudita: 3

Al-Shabab: 1998-1999
Al-Ittihad: 2000-2001, 2003-2004

#### Competizioni internazionali
- Champions League araba: 2

Al-Shabab: 1998-1999
Al-Ittihad: 2004-2005
- Champions League asiatiche: 2

Al-Ittihad: 2004, 2005
- Supercoppe saudite-egiziane: 2

Al-Ittihad: 2001, 2003

### Individuale
- Scarpa di bronzo della FIFA Confederations Cup: 1

1999
- Pallone di bronzo della FIFA Confederations Cup: 1

1999